# Amour aveugle
Pour les articles homonymes, voir Blind.
Pour plus de détails, voir Fiche technique et Distribution.
Amour aveugle (Blind) est un film américain réalisé par Michael Mailer, sorti en 2016.

## Synopsis
Suzanne Dutchman a cent heures d'intérêt général à effectuer, dues aux problèmes judiciaires de son mari, Mark Dutchman, pour délit d'initié. Trois fois par semaine, elle doit les effectuer en faisant la lecture à Bill Oakland, un romancier aveugle. Avec le temps, une complicité se crée et un jeu de séduction s'instaure entre eux.

## Fiche technique
- Titre original : Blind
- Titre français (TV) : Amour aveugle
- Réalisation : Michael Mailer
- Scénario : John Buffalo Mailer
- Production : Diane Fisher, Jennifer Gelfer, Michael Mailer, Pamela Thur, Martin Tuchman
- Société(s) de production : Michael Mailer Films, Tremendous Entertainment
- Société(s) de distribution : Vertical Entertainment
- Pays de production :  États-Unis
- Langue originale : anglais
- Genre : Drame romantique
- Durée : 98 minutes
- Dates de sortie :
  - États-Unis : 13 octobre 2016 (Festival du film de Woodstock)[1]
  - États-Unis : 17 juillet 2017
  - France : 15 décembre 2017 (DVD)

## Distribution
- Alec Baldwin (VFB : Robert Guilmard) : Bill Oakland
- Demi Moore (VFB : Valérie Lemaître) : Suzanne Dutchman
- Steven Prescod (VFB : Alexandre Crépet) : Gavin O'Connor
- Eden Epstein (VFB : Sarah Woestyn) : Ella
- Dylan McDermott (VFB : Franck Dacquin) : Mark Dutchman
- Viva Bianca (VFB : Marcha Van Boven) : Deanna
- James McCaffrey (VFB : Grégory Bracco) : Howard
- Drew Moerlein (VFB : Pierre Le Bec) : Tim Landry
- Gerardo Rodriguez (VFB : Maxime Donnay) : Frank
- John Buffalo Mailer (en) : Jimmy
- Chloe Goutal : Becca
- Jabari Gray : agent du FBI Andre
- Rae Ritke : Michelle Oakland
- Renée Willett : Kelly
- John-Michael Lyles : Kyle
- Ski Carr : Ricky G.

version française (VF) selon le carton du doublage français.